# 楊冪
楊 冪（ヤン・ミー、1986年9月12日 - ）は、中華人民共和国の女優・歌手。北京市出身。

## 経歴
4歳のとき、チャウ・シンチー主演の映画『武状元蘇乞児』に出演して以来、子役として活躍。2003年に正式にデビューした後まもなく、『神鵰侠侶』で郭襄役を演じ、注目が集まり始めた。2009年、『仙剣奇侠伝三』で唐雪見役を演じ、人気が急上昇した。2011年、『宮 パレス 〜時をかける宮女〜』や、『孤島驚魂』など、多くの映画やドラマが急に人気を博し、ドラマのプロデューサーの担当を試み出した。2017年の『永遠の桃花〜三生三世〜』は高い評価を得た。2018年に『扶揺〜伝説の皇后〜』で主人公を演じた。
2014年にハウィック・ラウと結婚し、女児を出産したが、2018年に離婚した。

## 出演作品
太字は主役

### 映画
- 武状元蘇乞児（中国、1990年）
- チャウ・シンチーのキング・オブ・カンフー（1992年）
- ハッピーキャンプ（1997年）
- 恋の紫煙（2010年）
- 恋の紫煙2（2012年）
- レジェンド・オブ・トレジャー 大武当 失われた七つの秘宝（原題：大武当之天地密码、中国・香港合作、2012年） - 天心 役
- 妖魔伝 レザレクション（原題：画皮II、中国、2012年） - 雀児（チュエアル） 役
- バレット・ヒート 消えた銃弾（原題：消失的子彈、中国・香港合作、2012年） - 小雲雀 役
- 小时代 tiny timesシリーズ（三部作、中国、2013年・2014年） - 林蕭 役
- 失恋の達人〜上手に愛を手放す方法（原題：分手大師、中国、2014年） ※2014東京・中国映画週間で上映
- 恋する都市 5つの物語「第1話 チェコ・プラハ編」（オムニバス映画。原題：恋爱中的城市、中国、2015年） - 紫桐 役
- 見えない目撃者（原題：我是証人、中国、2015年） - ルー・シャオシン 役
- ユア・マイ・サンシャイン（原題：何以笙簫默、中国、2015年） ※2015東京・中国映画週間で上映
- 爵跡 無道王朝伝説（原題：爵迹、中国、2016年） - 神音 役
- リセット 決死のカウントダウン（原題：逆时营救、中国、2017年） - シアティエン 役
- 修羅:黒衣の反逆（原題：绣春刀2：修罗战场、中国、2017年） - 北斎 役
- ゴッドスレイヤー 神殺しの剣（原題：刺杀小说家、中国、2021年） - トゥ・リン 役

### テレビドラマ
- 神鵰侠侶（原題：神鵰俠侶、中国、2006年） - 郭襄 役
- 王妃 王昭君（原題：王昭君、中国、2007年） - 王昭君 役
- 始皇帝 -勇壮なる闘い-（2009年） - 魏霊児 役
- 仙剑奇侠传三（中国、2009年） - 唐雪见、夕瑶 役（一人二役）
- 美人心計〜一人の妃と二人の皇帝〜（原題：美人心計、中国、2010年） - 莫雪鳶 役
- 紅楼夢 〜愛の宴〜（原題：红楼梦、中国、2010年） - 晴雯 役
- 宮 パレス 〜時をかける宮女〜（原題：宮、中国、2011年） - 洛晴川、花影 役（一人二役）
- 京城ロマンス（原題：新京城四少、中国、2011年） - イン・バイシュエ/フオ・シャオチャイ 役
- 孤島驚魂（2011年）
- 画皮 千年の恋（原題：画皮、中国、2011年）
- 則天武后〜美しき謀りの妃〜（原題：唐宮美人天下、中国、2011年） - 青鸾 役
- 宮 パレス2〜恋におちた女官〜（原題：宫锁珠帘、中国、2012年） - 郭絡羅氏/花影 役
- 古剣奇譚〜久遠の愛〜（原題：古剑奇谭、中国、2014年） - 風晴雪 役
- 私のキライな翻訳官（原題：亲爱的翻译官、中国、2016年） - チャオ・フェイ 役
- 永遠の桃花〜三生三世〜（原題：三生三世十里桃花、中国、2017年） - 司音、白浅、素素 役（一人三役）
- 君は僕の談判官（原題：谈判官、中国、2018年） - トン・ウェイ 役
- 扶揺〜伝説の皇后〜（原題：扶摇、中国、2018年） - 扶揺（フーヤオ） 役
- 暴風眼 －特命捜査官－（原題：暴風眼、中国、2021年） - 安静（アン・ジン） 役
- 斛珠＜コクジュ＞夫人 〜真珠の涙〜（原題：斛珠夫人、中国、2021年） - 方海市、葉海市 役（一人二役）
- マリアージュ・ブラン 〜嘘つき弁護士の愛の法則〜（原題：爱的二八定律、中国、2022年） - 秦施（チン・シー） 役